# Final de Ascenso 2011-12
La Final de Ascenso 2011-12 fue una llave de definición en la cual se enfrentó el campeón del Torneo Apertura 2011: Correcaminos UAT, contra el campeón del Torneo Clausura 2012: León, disputándose en partidos de ida y vuelta, para determinar al equipo que ascendería a la Primera División. El León logró consagrarse campeón y subir a la Primera División.

## Sistema de competición
Disputarán el ascenso a la Primera División los campeones de los Torneos Apertura 2011 y Clausura 2012. El Club con mayor número de puntos en la Tabla General de Clasificación de la Temporada 2011-2012, (tabla que suma los puntos obtenidos por los Clubes participantes durante ambos Torneos) y tomando en cuenta los criterios de desempate establecidos en el reglamento de competencia, será el que juegue como local el partido de vuelta, eligiendo el horario del mismo y debiéndose jugar obligatoriamente en miércoles y sábado.
El Club vencedor de la Final de Ascenso a la Primera División será aquel que en los dos partidos anote el mayor número de goles, criterio conocido como marcador global. Si al término del tiempo reglamentario el partido está empatado, se agregarán dos tiempos extras de 15 minutos cada uno. De persistir el empate en estos periodos, se procederá a lanzar tiros penales, hasta que resulte un vencedor.
Si el Club vencedor es el mismo en los dos Torneos, se producirá el ascenso automáticamente.

## Información de los equipos
| Equipo           | Entrenador        | Estadio        | Ciudad                      | Capacidad |
| ---------------- | ----------------- | -------------- | --------------------------- | --------- |
| León             | Gustavo Matosas   | León           | León, Guanajuato            | 31 297    |
| Correcaminos UAT | Ignacio Rodríguez | Marte R. Gómez | Ciudad Victoria, Tamaulipas | 18 000    |

## Partidos

### León-Correcaminos UAT
| 9 de mayo de 2012, 20:00 | Correcaminos UAT        | 2:1 (2:1) | León         | Estadio Marte R. Gómez, Ciudad Victoria, Tamaulipas                   |                                                                       |
|                          | López 17' · Saucedo 41' | Reporte   | González 90' | Asistencia: 18 000 espectadores Árbitro(s): Obed Eliud Gómez Barreras | Asistencia: 18 000 espectadores Árbitro(s): Obed Eliud Gómez Barreras |

| 12 de mayo de 2012, 20:00              | León                                                  | 5:0 (7:2) | Correcaminos UAT | Estadio León, León, Guanajuato                                             |                                                                            |
|                                        | Peña 17' · Nieves 21' · Pacheco 43' · Burbano 70' 75' | Reporte   |                  | Asistencia: 30 866 espectadores Árbitro(s): Luis Enrique Santander Aguirre | Asistencia: 30 866 espectadores Árbitro(s): Luis Enrique Santander Aguirre |
| León Campeón de Ascenso 2011-12 (6:2). |                                                       |           |                  |                                                                            |                                                                            |

#### Final - Ida
| 12    | POR   | Eder Patiño       |     |
| 3     | DEF   | Salvador Silva    |     |
| 19    | DEF   | Hugo Sánchez      |     |
| 21    | DEF   | Rolando Sena      |     |
| 30    | DEF   | Diego Menghi      |     |
| 2     | MED   | Felipe Ríos       | 40' |
| 8     | MED   | Ignacio Carrasco  |     |
| 10    | MED   | Diego Olsina      |     |
| 7     | DEL   | José Luis López   | 81' |
| 9     | DEL   | Juan Manuel Sara  | 70' |
| 20    | DEL   | Nicolás Saucedo   |     |
| D. T. | D. T. | Ignacio Rodríguez |     |

| 31    | POR   | Melitón Hernández |     |
| 4     | DEF   | Oscar Mascorro    |     |
| 7     | DEF   | Edwin Hernández   |     |
| 13    | DEF   | Fernando Salazar  | 73' |
| 35    | DEF   | Ignacio González  |     |
| 57    | DEF   | Luis Delgado      |     |
| 1     | MED   | Darío Burbano     | 82' |
| 10    | MED   | Luis Montes       | 49' |
| 23    | MED   | José Vázquez      |     |
| 27    | MED   | Carlos Peña       |     |
| 22    | DEL   | Sebastián Maz     |     |
| D. T. | D. T. | Gustavo Matosas   |     |

| 11 | Delantero      | Raymundo Torres | 40' |
| 16 | Defensa        | Ricardo Jiménez | 70' |
| 17 | Centrocampista | Marvin Piñón    | 81' |

| 20 | Centrocampista | Eisner Loboa | 49' |
| 9  | Delantero      | Eder Pacheco | 73' |
| 2  | Defensa        | Iván Pineda  | 82' |

| 16' · 41' | José Luis López Nicolás Saucedo | 1:0 2:0 |

| 90' | Ignacio González | 2:1 |

| 11' · 17' · 58' · 90+2' | Rolando Sena Salvador Silva Hugo Sánchez Ignacio Carrasco |

| 6' · 15' · 52' · 90+2' | Sebastián Maz Darío Burbano Ignacio González José Vázquez |

| 77' | Sebastián Maz |

| Principal  | Obed Eliud Gómez Barreras    |
| Asistentes | José Francisco Barraza Lobon |
|            | Jimmy Acosta Montesinos      |
| Cuarto     | Roberto Ríos Jácome          |

| Alineación inicial |

| 12    | POR   | Eder Patiño       |     |
| 3     | DEF   | Salvador Silva    |     |
| 19    | DEF   | Hugo Sánchez      |     |
| 21    | DEF   | Rolando Sena      |     |
| 30    | DEF   | Diego Menghi      |     |
| 2     | MED   | Felipe Ríos       | 40' |
| 8     | MED   | Ignacio Carrasco  |     |
| 10    | MED   | Diego Olsina      |     |
| 7     | DEL   | José Luis López   | 81' |
| 9     | DEL   | Juan Manuel Sara  | 70' |
| 20    | DEL   | Nicolás Saucedo   |     |
| D. T. | D. T. | Ignacio Rodríguez |     |

| 31    | POR   | Melitón Hernández |     |
| 4     | DEF   | Oscar Mascorro    |     |
| 7     | DEF   | Edwin Hernández   |     |
| 13    | DEF   | Fernando Salazar  | 73' |
| 35    | DEF   | Ignacio González  |     |
| 57    | DEF   | Luis Delgado      |     |
| 1     | MED   | Darío Burbano     | 82' |
| 10    | MED   | Luis Montes       | 49' |
| 23    | MED   | José Vázquez      |     |
| 27    | MED   | Carlos Peña       |     |
| 22    | DEL   | Sebastián Maz     |     |
| D. T. | D. T. | Gustavo Matosas   |     |

| 11 | Delantero      | Raymundo Torres | 40' |
| 16 | Defensa        | Ricardo Jiménez | 70' |
| 17 | Centrocampista | Marvin Piñón    | 81' |

| 20 | Centrocampista | Eisner Loboa | 49' |
| 9  | Delantero      | Eder Pacheco | 73' |
| 2  | Defensa        | Iván Pineda  | 82' |

| 16' · 41' | José Luis López Nicolás Saucedo | 1:0 2:0 |

| 90' | Ignacio González | 2:1 |

| 11' · 17' · 58' · 90+2' | Rolando Sena Salvador Silva Hugo Sánchez Ignacio Carrasco |

| 6' · 15' · 52' · 90+2' | Sebastián Maz Darío Burbano Ignacio González José Vázquez |

| 77' | Sebastián Maz |

| Principal  | Obed Eliud Gómez Barreras    |
| Asistentes | José Francisco Barraza Lobon |
|            | Jimmy Acosta Montesinos      |
| Cuarto     | Roberto Ríos Jácome          |

| Alineación inicial |

| 12    | POR   | Eder Patiño       |     |
| 3     | DEF   | Salvador Silva    |     |
| 19    | DEF   | Hugo Sánchez      |     |
| 21    | DEF   | Rolando Sena      |     |
| 30    | DEF   | Diego Menghi      |     |
| 2     | MED   | Felipe Ríos       | 40' |
| 8     | MED   | Ignacio Carrasco  |     |
| 10    | MED   | Diego Olsina      |     |
| 7     | DEL   | José Luis López   | 81' |
| 9     | DEL   | Juan Manuel Sara  | 70' |
| 20    | DEL   | Nicolás Saucedo   |     |
| D. T. | D. T. | Ignacio Rodríguez |     |

| 31    | POR   | Melitón Hernández |     |
| 4     | DEF   | Oscar Mascorro    |     |
| 7     | DEF   | Edwin Hernández   |     |
| 13    | DEF   | Fernando Salazar  | 73' |
| 35    | DEF   | Ignacio González  |     |
| 57    | DEF   | Luis Delgado      |     |
| 1     | MED   | Darío Burbano     | 82' |
| 10    | MED   | Luis Montes       | 49' |
| 23    | MED   | José Vázquez      |     |
| 27    | MED   | Carlos Peña       |     |
| 22    | DEL   | Sebastián Maz     |     |
| D. T. | D. T. | Gustavo Matosas   |     |

| 11 | Delantero      | Raymundo Torres | 40' |
| 16 | Defensa        | Ricardo Jiménez | 70' |
| 17 | Centrocampista | Marvin Piñón    | 81' |

| 20 | Centrocampista | Eisner Loboa | 49' |
| 9  | Delantero      | Eder Pacheco | 73' |
| 2  | Defensa        | Iván Pineda  | 82' |

| 16' · 41' | José Luis López Nicolás Saucedo | 1:0 2:0 |

| 90' | Ignacio González | 2:1 |

| 11' · 17' · 58' · 90+2' | Rolando Sena Salvador Silva Hugo Sánchez Ignacio Carrasco |

| 6' · 15' · 52' · 90+2' | Sebastián Maz Darío Burbano Ignacio González José Vázquez |

| 77' | Sebastián Maz |

| Principal  | Obed Eliud Gómez Barreras    |
| Asistentes | José Francisco Barraza Lobon |
|            | Jimmy Acosta Montesinos      |
| Cuarto     | Roberto Ríos Jácome          |

| Alineación inicial |

| 12    | POR   | Eder Patiño       |     |
| 3     | DEF   | Salvador Silva    |     |
| 19    | DEF   | Hugo Sánchez      |     |
| 21    | DEF   | Rolando Sena      |     |
| 30    | DEF   | Diego Menghi      |     |
| 2     | MED   | Felipe Ríos       | 40' |
| 8     | MED   | Ignacio Carrasco  |     |
| 10    | MED   | Diego Olsina      |     |
| 7     | DEL   | José Luis López   | 81' |
| 9     | DEL   | Juan Manuel Sara  | 70' |
| 20    | DEL   | Nicolás Saucedo   |     |
| D. T. | D. T. | Ignacio Rodríguez |     |

| 31    | POR   | Melitón Hernández |     |
| 4     | DEF   | Oscar Mascorro    |     |
| 7     | DEF   | Edwin Hernández   |     |
| 13    | DEF   | Fernando Salazar  | 73' |
| 35    | DEF   | Ignacio González  |     |
| 57    | DEF   | Luis Delgado      |     |
| 1     | MED   | Darío Burbano     | 82' |
| 10    | MED   | Luis Montes       | 49' |
| 23    | MED   | José Vázquez      |     |
| 27    | MED   | Carlos Peña       |     |
| 22    | DEL   | Sebastián Maz     |     |
| D. T. | D. T. | Gustavo Matosas   |     |

| 11 | Delantero      | Raymundo Torres | 40' |
| 16 | Defensa        | Ricardo Jiménez | 70' |
| 17 | Centrocampista | Marvin Piñón    | 81' |

| 20 | Centrocampista | Eisner Loboa | 49' |
| 9  | Delantero      | Eder Pacheco | 73' |
| 2  | Defensa        | Iván Pineda  | 82' |

| 16' · 41' | José Luis López Nicolás Saucedo | 1:0 2:0 |

| 90' | Ignacio González | 2:1 |

| 11' · 17' · 58' · 90+2' | Rolando Sena Salvador Silva Hugo Sánchez Ignacio Carrasco |

| 6' · 15' · 52' · 90+2' | Sebastián Maz Darío Burbano Ignacio González José Vázquez |

| 77' | Sebastián Maz |

| Principal  | Obed Eliud Gómez Barreras    |
| Asistentes | José Francisco Barraza Lobon |
|            | Jimmy Acosta Montesinos      |
| Cuarto     | Roberto Ríos Jácome          |

| Alineación inicial |

#### Final - Vuelta
| 31    | Guardameta     | Melitón Hernández |     |
| 4     | Defensa        | Oscar Mascorro    |     |
| 7     | Defensa        | Edwin Hernández   |     |
| 35    | Defensa        | Ignacio González  |     |
| 57    | Defensa        | Luis Delgado      |     |
| 1     | Centrocampista | Darío Burbano     |     |
| 10    | Centrocampista | Luis Montes       | 74' |
| 23    | Centrocampista | José Vázquez      |     |
| 27    | Centrocampista | Carlos Peña       | 66' |
| 9     | Delantero      | Eder Pacheco      |     |
| 11    | Delantero      | Luis Nieves       | 56' |
| D. T. | D. T.          | Gustavo Matosas   |     |

| 12    | POR   | Eder Patiño       |     |
| 3     | DEF   | Salvador Silva    |     |
| 19    | DEF   | Hugo Sánchez      |     |
| 21    | DEF   | Rolando Sena      | 45' |
| 30    | DEF   | Diego Menghi      |     |
| 2     | MED   | Felipe Ríos       | 58' |
| 8     | MED   | Ignacio Carrasco  |     |
| 10    | MED   | Diego Olsina      |     |
| 7     | DEL   | José Luis López   |     |
| 9     | DEL   | Juan Manuel Sara  | 70' |
| 20    | DEL   | Nicolás Saucedo   |     |
| D. T. | D. T. | Ignacio Rodríguez |     |

| 20 | Centrocampista | Eisner Loboa     | 56'   |
| 26 | Centrocampista | Julio Ceja       | Entró |
| 15 | Centrocampista | Edwin Santibáñez | 74'   |

| 16 | Defensa   | Ricardo Jiménez | 45' |
| 18 | Delantero | Rafael Murguía  | 58' |
| 11 | Delantero | Raymundo Torres | 70' |

| 17' · 21' · 44' · 70' · 76' | Carlos Peña Luis Nieves Eder Pacheco Darío Burbano | 1:0 2:0 3:0 4:0 5:0 |

| 70' · 73' · 76' · 87' | Luis Montes Eisner Loboa Darío Burbano Edwin Santibáñez |

| 5' · 18' · 28' · 55' | Rolando Sena Diego Olsina Ignacio Carrasco Diego Menghi |

| 77' | Diego Menghi |

| Principal  | Luis Enrique Santander Aguirre |
| Asistentes | Miguel Ángel Reynoso Arce      |
|            | Hugo Bonilla Vázquez           |
| Cuarto     | Gerardo García Acevedo         |

| Alineación inicial |

| 31    | Guardameta     | Melitón Hernández |     |
| 4     | Defensa        | Oscar Mascorro    |     |
| 7     | Defensa        | Edwin Hernández   |     |
| 35    | Defensa        | Ignacio González  |     |
| 57    | Defensa        | Luis Delgado      |     |
| 1     | Centrocampista | Darío Burbano     |     |
| 10    | Centrocampista | Luis Montes       | 74' |
| 23    | Centrocampista | José Vázquez      |     |
| 27    | Centrocampista | Carlos Peña       | 66' |
| 9     | Delantero      | Eder Pacheco      |     |
| 11    | Delantero      | Luis Nieves       | 56' |
| D. T. | D. T.          | Gustavo Matosas   |     |

| 12    | POR   | Eder Patiño       |     |
| 3     | DEF   | Salvador Silva    |     |
| 19    | DEF   | Hugo Sánchez      |     |
| 21    | DEF   | Rolando Sena      | 45' |
| 30    | DEF   | Diego Menghi      |     |
| 2     | MED   | Felipe Ríos       | 58' |
| 8     | MED   | Ignacio Carrasco  |     |
| 10    | MED   | Diego Olsina      |     |
| 7     | DEL   | José Luis López   |     |
| 9     | DEL   | Juan Manuel Sara  | 70' |
| 20    | DEL   | Nicolás Saucedo   |     |
| D. T. | D. T. | Ignacio Rodríguez |     |

| 20 | Centrocampista | Eisner Loboa     | 56'   |
| 26 | Centrocampista | Julio Ceja       | Entró |
| 15 | Centrocampista | Edwin Santibáñez | 74'   |

| 16 | Defensa   | Ricardo Jiménez | 45' |
| 18 | Delantero | Rafael Murguía  | 58' |
| 11 | Delantero | Raymundo Torres | 70' |

| 17' · 21' · 44' · 70' · 76' | Carlos Peña Luis Nieves Eder Pacheco Darío Burbano | 1:0 2:0 3:0 4:0 5:0 |

| 70' · 73' · 76' · 87' | Luis Montes Eisner Loboa Darío Burbano Edwin Santibáñez |

| 5' · 18' · 28' · 55' | Rolando Sena Diego Olsina Ignacio Carrasco Diego Menghi |

| 77' | Diego Menghi |

| Principal  | Luis Enrique Santander Aguirre |
| Asistentes | Miguel Ángel Reynoso Arce      |
|            | Hugo Bonilla Vázquez           |
| Cuarto     | Gerardo García Acevedo         |

| Alineación inicial |

| 31    | Guardameta     | Melitón Hernández |     |
| 4     | Defensa        | Oscar Mascorro    |     |
| 7     | Defensa        | Edwin Hernández   |     |
| 35    | Defensa        | Ignacio González  |     |
| 57    | Defensa        | Luis Delgado      |     |
| 1     | Centrocampista | Darío Burbano     |     |
| 10    | Centrocampista | Luis Montes       | 74' |
| 23    | Centrocampista | José Vázquez      |     |
| 27    | Centrocampista | Carlos Peña       | 66' |
| 9     | Delantero      | Eder Pacheco      |     |
| 11    | Delantero      | Luis Nieves       | 56' |
| D. T. | D. T.          | Gustavo Matosas   |     |

| 12    | POR   | Eder Patiño       |     |
| 3     | DEF   | Salvador Silva    |     |
| 19    | DEF   | Hugo Sánchez      |     |
| 21    | DEF   | Rolando Sena      | 45' |
| 30    | DEF   | Diego Menghi      |     |
| 2     | MED   | Felipe Ríos       | 58' |
| 8     | MED   | Ignacio Carrasco  |     |
| 10    | MED   | Diego Olsina      |     |
| 7     | DEL   | José Luis López   |     |
| 9     | DEL   | Juan Manuel Sara  | 70' |
| 20    | DEL   | Nicolás Saucedo   |     |
| D. T. | D. T. | Ignacio Rodríguez |     |

| 20 | Centrocampista | Eisner Loboa     | 56'   |
| 26 | Centrocampista | Julio Ceja       | Entró |
| 15 | Centrocampista | Edwin Santibáñez | 74'   |

| 16 | Defensa   | Ricardo Jiménez | 45' |
| 18 | Delantero | Rafael Murguía  | 58' |
| 11 | Delantero | Raymundo Torres | 70' |

| 17' · 21' · 44' · 70' · 76' | Carlos Peña Luis Nieves Eder Pacheco Darío Burbano | 1:0 2:0 3:0 4:0 5:0 |

| 70' · 73' · 76' · 87' | Luis Montes Eisner Loboa Darío Burbano Edwin Santibáñez |

| 5' · 18' · 28' · 55' | Rolando Sena Diego Olsina Ignacio Carrasco Diego Menghi |

| 77' | Diego Menghi |

| Principal  | Luis Enrique Santander Aguirre |
| Asistentes | Miguel Ángel Reynoso Arce      |
|            | Hugo Bonilla Vázquez           |
| Cuarto     | Gerardo García Acevedo         |

| Alineación inicial |

| 31    | Guardameta     | Melitón Hernández |     |
| 4     | Defensa        | Oscar Mascorro    |     |
| 7     | Defensa        | Edwin Hernández   |     |
| 35    | Defensa        | Ignacio González  |     |
| 57    | Defensa        | Luis Delgado      |     |
| 1     | Centrocampista | Darío Burbano     |     |
| 10    | Centrocampista | Luis Montes       | 74' |
| 23    | Centrocampista | José Vázquez      |     |
| 27    | Centrocampista | Carlos Peña       | 66' |
| 9     | Delantero      | Eder Pacheco      |     |
| 11    | Delantero      | Luis Nieves       | 56' |
| D. T. | D. T.          | Gustavo Matosas   |     |

| 12    | POR   | Eder Patiño       |     |
| 3     | DEF   | Salvador Silva    |     |
| 19    | DEF   | Hugo Sánchez      |     |
| 21    | DEF   | Rolando Sena      | 45' |
| 30    | DEF   | Diego Menghi      |     |
| 2     | MED   | Felipe Ríos       | 58' |
| 8     | MED   | Ignacio Carrasco  |     |
| 10    | MED   | Diego Olsina      |     |
| 7     | DEL   | José Luis López   |     |
| 9     | DEL   | Juan Manuel Sara  | 70' |
| 20    | DEL   | Nicolás Saucedo   |     |
| D. T. | D. T. | Ignacio Rodríguez |     |

| 20 | Centrocampista | Eisner Loboa     | 56'   |
| 26 | Centrocampista | Julio Ceja       | Entró |
| 15 | Centrocampista | Edwin Santibáñez | 74'   |

| 16 | Defensa   | Ricardo Jiménez | 45' |
| 18 | Delantero | Rafael Murguía  | 58' |
| 11 | Delantero | Raymundo Torres | 70' |

| 17' · 21' · 44' · 70' · 76' | Carlos Peña Luis Nieves Eder Pacheco Darío Burbano | 1:0 2:0 3:0 4:0 5:0 |

| 70' · 73' · 76' · 87' | Luis Montes Eisner Loboa Darío Burbano Edwin Santibáñez |

| 5' · 18' · 28' · 55' | Rolando Sena Diego Olsina Ignacio Carrasco Diego Menghi |

| 77' | Diego Menghi |

| Principal  | Luis Enrique Santander Aguirre |
| Asistentes | Miguel Ángel Reynoso Arce      |
|            | Hugo Bonilla Vázquez           |
| Cuarto     | Gerardo García Acevedo         |

| Alineación inicial |

| Campeón de Ascenso 2011-12     |
| ------------------------------ |
|                                |
| León                           |
| 1° Título                      |
| Asciende a la Primera División |

## Estadísticas

### Goleadores
| Jugador                 | Equipo           | Goles |
| ----------------------- | ---------------- | ----- |
| Hernán Darío Burbano    | León             | 2     |
| Carlos Peña             | León             | 1     |
| Luis Nieves             | León             | 1     |
| Eder Pacheco            | León             | 1     |
| Ignacio González        | León             | 1     |
| Roberto Nicolás Saucedo | Correcaminos UAT | 1     |
| José Luis López         | Correcaminos UAT | 1     |

### Jugadores premiados
| Jugadores premiados  | Jugadores premiados         |
| -------------------- | --------------------------- |
| Mejor jugador        | Hernán Darío Burbano (León) |
| Mejor centrocampista | Ignacio González (León)     |
| Mejor delantero      | Eder Pacheco (León)         |